# Rio Lor
O rio Lor é um rio galego, afluente do Rio Sil, situado na Província de Lugo, e que discorre pelas montanhas do Courel.

## Características
Tem 54 quilômetros de longitude, e a sua conca é de 372 km². Nasce em Fonlor (Pedrafita do Cebreiro), percorre a Serra do Courel de norte a sul, e finalmente dá as suas águas ao Rio Sil em Augas Mestas (Quiroga), uma aldeia hoje baixo as águas. Os seus afluentes mais importantes são os rios Lóuzara e Pequeno.
O poeta courelao Uxío Novoneyra escreveu vários poemas tratando do rio.

## Fauna
No rio e na sua bacia podemos encontrar peixes (Trutas ou Anguias), anfíbios (o Tritão-palmado, a Rã-ibérica) e répteis (o Lagarto-de-água). O mamífero mais representativo é a Lontra.